# Дои, Такэро
Такэро Дои (яп. 土居 丈朗 Дои Такэро:, родился 17 августа 1970 в городе Нара, Япония) — японский экономист, профессор факультета экономики Университета Кэйо.

## Биография
Такэро Дои родился в японском городе Нара префектуры Нара.
Своё образование получил в Осакском университете, где в 1993 году получил степень бакалавра по экономики.
Последующее образование получил в Токио, где в 1995 году получил степень магистра экономики, а в 1999 году докторскую степень в Токийском университете.
С 1995 года стал членом Американской экономической ассоциации, с 1996 года членом престижного Эконометрического общества, с 1995 года членом Японского института государственных финансов, а с 1997 года членом Международного института государственных финансов, а также с 1999 года членом Японского общества общественного выбора, с 2003 года по настоящее время член Ассоциации японского права и экономики.
Преподавательскую деятельность начал в период 1998—1999 гг. научным сотрудником Института социальных наук Токийского университета,
а с 1999 года преподает в Университете Кэйо, в качестве доцента кафедры экономики в период 1999—2009 гг.,
с 2009 года по настоящее время — профессор факультета экономики Университета Кэйо.
Параллельно читал лекции в качестве приглашённого преподавателя в Калифорнийском университете в Сан-Диего (2001—2002),
в период 2004—2009 гг. как приглашённый доцент, а в период 2009—2010 гг. приглашённый профессор в Открытом университете Японии.
Также читал лекции как приглашенный доцент института экономических исследований университета Хитоцубаси (2004—2005).
В настоящее время числится:
- ассоциированным членом Совета социального обеспечения Министерства здравоохранения, труда и благосостояния Японии с 2007 года
- членом Токийской налоговой комиссии Токийского столичного правительства с 2009 года
- членом совета Бюджетной системы Министерства финансов правительства Японии с 2010 года
- академическим членом Налогового комитета Торгово-промышленной палаты Японии с 2011 года
- специальным советником мэра города Осаки и губернатора префектуры Осаки с 2012 года
- членом Совета поощрения административным реформам Правительства Японии с 2013 года
- членом Совета налоговой комиссии Правительства Японии с 2013 года
- членом Консультативной группы по форме власти и управления Правительства Японии с 2013 года
- членом Совета содействия системы реформ социального обеспечения Правительства Японии с 2014 года.

## Основные идеи
Дои статистически оценил повышение сбережения и сокращения потребления домохозяйств вследствие повышения неопределенности в будущем.

## Награды
- 2007 — премия Никкэй за отличную книгу по экономике «Экономика локальной системы займов»
- 2007 — премия Сантори по социальным наукам
- 2009 — премия Японской экономической ассоциации